# فرنسيس إم. فورستر
فرنسيس إم. فورستر (بالإنجليزية: Francis M. Forster)‏ هو طبيب أعصاب وطبيب أمريكي، ولد في 14 فبراير 1912 في سينسيناتي في الولايات المتحدة، وتوفي بنفس المكان في 23 فبراير 2006.